# Jean Hagen
Jean Hagen (nascuda Jean Shirley Verhagen, Chicago, Illinois, 3 d'agost de 1923 − Los Angeles, Califòrnia, 29 d'agost de 1977) va ser una actriu nord-americana.
Coneguda sobretot pel seu paper de Lina Lamont, una estrella del cinema mut, la veu de la qual compromet la seva carrera quan arriba el cinema sonor, a la comèdia musical Cantant sota la pluja (1952).

## Biografia[1][2]
El seu veritable nom era Jean Shirley Verhagen, i va néixer a Chicago a l'estat d'Illinois. Va estudiar teatre i va treballar com a acomodadora abans de debutar en el cinema amb un paper de dona fatal a Adam's Rib (1949).
La jungla d'asfalt va donar a Hagen el seu primer paper protagonista, a més d'excel·lents crítiques. Possiblement és més recordada per la seva actuació còmica a Cantant sota la pluja. Per interpretar la vanitosa i mancada de talent estrella del cinema mut Lina Lamont, Hagen va rebre una nominació a l'Oscar a la millor actriu secundària. Metro-Goldwyn-Mayer no va saber facilitar a Hagen un paper de qualitat conforme a la seva creixent popularitat, i el 1953 es va actuar a la sèrie televisiva Make Room for Daddy, amb el paper de la primera esposa de Danny Thomas. Hagen va rebre tres nominacions als Premis Emmy, però després de tres temporades va abandonar la sèrie.
Tot i que sovint va participar com a artista convidada en diverses sèries de televisió, va ser incapaç de reprendre la carrera cinematogràfica, i únicament va participar en papers secundaris, com el de l'amiga de Bette Davis a Dead Ringer (1964).
En els anys seixanta la salut de Hagen era delicada i va necessitar cures i diverses hospitalitzacions.
El 1976, va tornar amb una sèrie de papers en episodis de sèries televisives com Starsky i Hutch i Els carrers de San Francisco, i va tenir una última aparició a la pel·lícula televisiva de 1977 Alexander:The Other Side of Dawn abans de la seva mort a causa d'un càncer de gola als 54 anys.
Hagen té una estrella al Passeig de la Fama de Hollywood per la seva contribució a la televisió, al número 1502 del carrer Vine Street.

## Filmografia

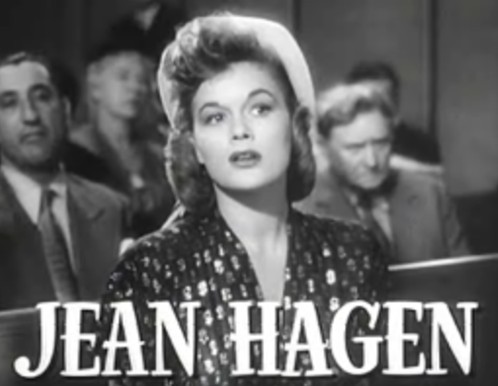
Adam's Rib (1949)

## Filmografia[3]

### Cinema
| Any  | Pel·lícula                                  | Paper                     | Notes                                                                 |
| ---- | ------------------------------------------- | ------------------------- | --------------------------------------------------------------------- |
| 1949 | Adam's Rib                                  | Beryl Caighn              | National Film Registry                                                |
| 1950 | La jungla d'asfalt (The Asphalt Jungle)     | Doll Conovan              | National Film Registry                                                |
| 1950 | Side Street                                 | Hariette Sinton           |                                                                       |
| 1952 | Cantant sota la pluja (Singin' in the Rain) | Lina Lamont               | Nominada − Oscar a la millor actriu secundària National Film Registry |
| 1952 | Carbine Williams                            | Maggie Williams           |                                                                       |
| 1953 | Latin Lovers                                | Anne Kellwood             |                                                                       |
| 1955 | El gran ganivet (The Big Knife)             | Connie Bliss              |                                                                       |
| 1959 | The Shaggy Dog                              | Freeda Daniels            |                                                                       |
| 1960 | Sunrise at Campobello                       | Marguerite "Missy" LeHand |                                                                       |
| 1962 | Panic in Year Zero                          | Ann Baldwin               |                                                                       |
| 1964 | Dead Ringer                                 | Dede Marshall             |                                                                       |

### Televisió
| Any  | Pel·lícula                        | Paper             | Notes                                                                |
| ---- | --------------------------------- | ----------------- | -------------------------------------------------------------------- |
| 1953 | Make Room for Daddy               | Margaret Williams | Nominada − Primetime Emmy a la millor actriu secundària (1955, 1956) |
| 1957 | Alfred Hitchcock presents         | Madge Griffin     | Massa corda per dos                                                  |
| 1975 | Starsky i Hutch                   | Belle             | Els ostatges (Temporada 1)                                           |
| 1977 | Alexander: The Other Side of Dawn | Propietària       |                                                                      |